# Michael Bradley (voetballer)
Michael Sheehan Bradley (Princeton, New Jersey, 31 juli 1987) is een Amerikaanse profvoetballer die onder contract staat bij Toronto FC.
Op 17-jarige leeftijd debuteerde Bradley in de Major League Soccer. Zijn vader Bob Bradley was toentertijd coach van de New York/New Jersey Metrostars en liet zijn zoon in 2005 dertig keer opdraven in de basis. In deze dertig wedstrijden maakte hij één doelpunt en had hij vier assists. Een seizoen eerder zat hij al bij de selectie van de Metrostars, maar toen kon hij vanwege een hardnekkige voetblessure zijn debuut nog niet maken. Bradley is tevens Amerikaans international.
In januari 2006 werd Bradley, op 18-jarige leeftijd, de jongst verkochte speler ooit uit de Major League Soccer toen hij voor 3,5 seizoenen tekende bij sc Heerenveen. Op 31 augustus 2008 maakte sc Heerenveen bekend op zijn website dat Bradley vertrekt naar Borussia Mönchengladbach.

## Statistieken
| seizoen | club                           | competitie          | wed. | goals |
| ------- | ------------------------------ | ------------------- | ---- | ----- |
| 2004    | New York/New Jersey Metrostars | Major League Soccer | 0    | 0     |
| 2005    | New York/New Jersey Metrostars | Major League Soccer | 30   | 1     |
| 2005/06 | sc Heerenveen                  | Eredivisie          | 1    | 0     |
| 2006/07 | sc Heerenveen                  | Eredivisie          | 21   | 0     |
| 2007/08 | sc Heerenveen                  | Eredivisie          | 33   | 15    |
| 2008/09 | Borussia Mönchengladbach       | Bundesliga          | 28   | 5     |
| 2009/10 | Borussia Mönchengladbach       | Bundesliga          | 29   | 2     |
| 2010/11 | Borussia Mönchengladbach       | Bundesliga          | 19   | 3     |
| 2010/11 | Aston Villa                    | Premier League      | 3    | 0     |
| 2011/12 | Chievo Verona                  | Serie A             | 35   | 1     |
| 2012/13 | AS Roma                        | Serie A             | 30   | 1     |
| 2013/14 | AS Roma                        | Serie A             | 11   | 1     |
| 2014    | Toronto FC                     | Major League Soccer | 25   | 2     |
| 2015    | Toronto FC                     | Major League Soccer | 25   | 5     |
| 2016    | Toronto FC                     | Major League Soccer | 23   | 1     |
| 2017    | Toronto FC                     | Major League Soccer | 30   | 1     |
| 2018    | Toronto FC                     | Major League Soccer | 32   | 0     |
| 2019    | Toronto FC                     | Major League Soccer | 4    | 2     |
| Totaal: | Totaal:                        | Totaal:             | 384  | 42    |